# 内壢
座標: 北緯25度01分10秒 東経121度18分57秒 / 北緯25.01944度 東経121.31583度

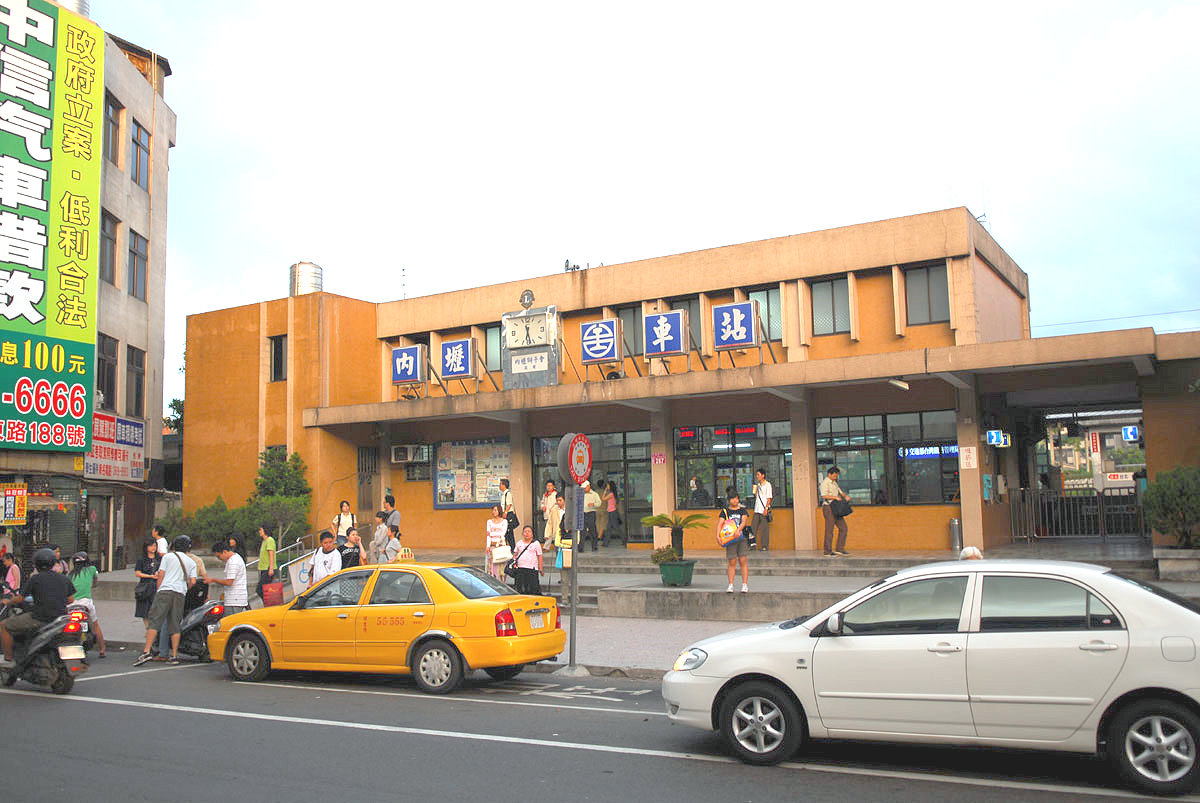
内壢駅

内壢（ないれき）は、台湾桃園市中壢区の地名である。

## 交通

### 道路
- 高速道路1号（国道1号）
  - 内壢交流道
- 台1線
- 県道110甲線

### 鉄道
- 台湾鉄路管理局
  - 内壢駅
- 桃園捷運紅線

## 学校

### 大学
- 元智大学

### 高級中学(高等学校)
- 国立内壢高級中学

### 国民中学(中学校)
- 桃園市立内壢国民中学
- 桃園市立自強国民中学

### 国民小学(小学校)
- 桃園市中壢区内壢国民小学
- 桃園市中壢区内定国民小学
- 桃園市中壢区興仁国民小学
- 桃園市中壢区中正国民小学
- 桃園市中壢区元生国民小学
- 桃園市中壢区忠福国民小学
- 桃園市中壢区自立国民小学